# Myōjin Yahiko
Myojin Yahiko (明神 弥彦 Myōjin Yahiko, Minh Thần Mi Ngạn), còn gọi là Yahiko Myojin theo cách đặt tên của người Anh, là một nhân vật hư cấu từ bộ manga và anime Rurouni Kenshin của tác giả Watsuki Nobuhiro. Hình tượng của nhân vật này được xây dựng dựa trên thời thơ ấu của tác giả khi ông tập kendo. Vì những kỹ năng tồi của Watsuki, Yahiko đã không tập tốt môn này. Mặc dù vậy, Watsuki thích Yahiko, và khi sáng tác bộ truyện tranh, ông bắt đầu phát triển nhân vật này, khiến nhiều người đọc ưa thích.
Truyện lấy bối cảnh thời tiền Minh Trị ở Nhật Bản. Yahiko là một đứa trẻ mồ côi, con một gia đình samurai, bị ép phải ăn trộm để trả nợ, khi cha mẹ cậu qua đời trước khi kịp thanh toán khoản nợ đó. Khi được nhân vật chính của bộ truyện là Himura Kenshin cứu, cậu đã quyết định lớn lên cậu sẽ trở thành người giống Kenshin. Nhưng trái với mong muốn của cậu, Kenshin đã không dạy kiếm pháp cho cậu. Thay vào đó, Kenshin đã giao Yahiko cho Kamiya Kaoru huấn luyện, sư phụ ở võ đường Kamiya Kasshin-Ryū (神谷活心流, Thần Cốc Hoạt Tâm Lưu). Sau này, Yahiko có được kiếm thuật điêu luyện và đối đầu với rất nhiều đối thủ.
Yahiko xuất hiện trong bộ phim, cũng như một vài phương tiện truyền thông khác có liên quan, bao gồm trờ chơi điện tử và một bộ phim hoạt hình nguyên bản. Cậu được độc giả của Rurouni Kenshin rất yêu thích, xếp hạng gần đầu trong những cuộc thăm dò phổ thông của bộ truyện. Nhân vật của cậu xuất hiện trong nhiều cách thức phát triển thương mại, như tạo tượng nhỏ và móc gắn chìa khóa. Một vài xuất bản có bình luận về cậu. Mặc dù ban đầu cậu được nhận xét là thiếu hoạt động, sự phát triển của cậu đã được khen ngợi.

## Quá trình hình thành và thai nghén
Watsuki Nobuhiro, tác giả của Rurouni Kenshin, nói rằng ông không có ý định cụ thể nào khi vẽ Yahiko, ngoại trừ đôi mắt ngang ngạnh và mái tóc rối bù. (Watsuki coi đó là những điểm phải có trong một shōnen.) Watsuki thích tập kendo gần như ngang bằng với việc vẽ manga. Để tạo ra Yahiko, Watsuki mô tả cảm xúc của cậu từ hồi tiểu học. Ông mô tả bản thân yếu ớt và ngượng nghịu vì chiều cao 1m83. Ông nói ông là một thành viên của đội kendo vì nhà trường đã đình chỉ một vài học sinh khác mà ban đầu đã định lựa chọn vào đội hình xuất phát. Tuy vậy, ông đã thất bại tại giải đấu, học được kinh nghiệm và cảm thấy ác cảm đã cản trở ông thành công, ông ao ước được nâng cao kĩ năng kendo. Tựa như một lối thoát cho cảm xúc của Watsuki về kendo, Yahiko biết được nỗi đau mà những anh hùng như Himura Kenshin và Sagara Sanosuke có thể không bao giờ biết. Sau này, Yahiko trở thành một nhân vật vui vẻ. Watsuki muốn tạo nên một hướng đi cho Yahiko mà ở đó người đọc có thể mường tượng ra nhân vật này trở thành một kiếm khách lớn sau năm hoặc mười năm sau.
Trong suốt những tập cuối của bộ manga, câu truyện trở nên u ám hơn so với những bộ shōnen khác của nhà xuất bản Shueisha. Vì bộ truyện nhắm tới độc giả teen, Watsuki đưa Yahiko thành nhân vật chính trong suốt thời gian khi Kenshin nghĩ rằng Kamiya Kaoru đã chết, vai trò của cậu là trở thành nhân vật đồng cảm với người đọc. Dù vậy, ông cảm thấy đó là một việc khó thực hiện, khi mà Kenshin càng chìm sâu vào hối hận, thì Yahiko càng cảm thấy tồi tệ, đặt Watsuki vào cảm giác lo ngại cho câu truyện. Cuối bộ truyện, khi Yahiko bước vào tuổi thiếu niên, Watsuki đã thiết kế lại diện mạo của cậu. Ông muốn Yahiko để lại dấu ấn trong lòng người đọc để cậu có thể trở thành nhân vật chính trong một bộ truyện kế tiếp. Ông nói mục tiêu đó đã ảnh hưởng tới thiết kế của ông về Yahiko với diện mạo của Kenshin cũng như tính cách của Sanosuke. Ông thêm vào chữ "Ác" (惡 aku) phía sau lưng áo cậu, và hài lòng khi nhiều người đọc nhận ra nó. Mặc dù đã quyết định sẽ không sáng tác thêm một phần nữa, ông nói nhân vật chính sẽ là Yahiko, Sanjō Tsubame và Tsukayama Yutarō. Watsuki đã nghĩ về việc sáng tác một câu chuyện mà ở đó, Yahiko và Tsubame sẽ có một cậu con trai, Myōjin Shinya, người sẽ trở thành một kiếm khách tài năng.
Trong tập 20 của Rorouni Kenshin bản kanzenban, Watsuki một lần nữa thiết kế lại diện mạo của Yahiko, cho thấy diện mạo của cậu tại thời điểm đó. Tóc cậu không bông như ban đầu, và cậu có một bộ trang phục mới. Cậu mặc một chiếc jacket đen, một chiếc t-shirt trắng ngắn tay và quần ngắn. Cậu đi dép không tất và cậu đeo một dải băng trên tay để cầm kiếm. Cậu có hai thanh kiếm - một shinai và một katana - với bao kiếm đeo sau lưng.
Trong bộ anime chuyển thể của Rurouni Kenshin, thiết kế của Watsuki đã kết hợp với chất giọng của Tominaga Miina, một phát thanh viên nữ. Khi sản xuất bản tiếng Anh, Media Blasters đã chọn Wendee Lee lồng tiếng cho Yahiko, nhưng lại được ghi tên là Elyse Floyd.

## Tiểu sử
Yahiko thuộc dòng dõi samurai. Cha của Yahiko hy sinh trong trận Ueno trong Chiến tranh Boshin, bị sát hại tại đền Keneiji. Mẹ cậu chết vì bệnh giang mai trong nhà thổ để kiếm ăn không lâu sau khi hạ sinh con trai. Yahiko ban đầu bị ép làm trộm cho lũ Yakuza địa phương, vì chúng lừa cậu rằng cậu vẫn phải trả lại khoản tiền chúng cho mẹ cậu vay để mua thuốc. Với sự giúp đỡ của Himura Kenshin và Kamiya Kaoru, cậu trở thành một môn đệ của đạo trường Kamiya Kasshin-Ryu.
Một đứa trẻ nóng tính như Yahiko ban đầu thật ngạo mạn, xấc láo, có những hành vi xúc phạm, xấu tính và vẫn tự nhận mình là 'Samurai Tokyo'. Năm tháng trôi qua, Yahiko học được phép tắc của môn phái Kasshin Kamiya-Ryū cùng với tư tưởng của Kenshin. Cho dù là cậu đã quá tự cao, Yahiko cũng đã đánh bại được nhiều địch thủ - thậm chí cả một tay sai chủ chốt của Shishio.
Đến khi Yahiko trở thành một kiếm sĩ bậc thầy, với trình độ đã gần như ngang bằng Kenshin. Anh cũng trở thành một trợ giảng của đạo tràng Kamiya Kasshin-Ryu nay lại trở nên hưng vượng. Vào ngày tròn 15 tuổi sau trận chiến "nhất chiêu" với Kenshin, Kenshin tặng cậu thanh Sakabato. Vào lúc đó, cậu đã trở thành một chàng trai trẻ chín chắn, điềm đạm và chu đáo.
Yahiko có một người bạn cũng là đối thủ là Tsukayama Yutaro, một cậu bé giàu có bị lừa tin vào sư phụ của mình, Isurugi Raijūta, chăm sóc cho ông ta và là trong một thời gian ngắn là học trò của đạo tràng Kamiya sau khi cậu tự thấy rằng mình chưa bao giờ được Raijuta dạy bảo (Trong anime, cậu nhanh chóng bị Yahiko đánh bại, nhưng trong manga, trận chiến phải tạm dừng vì Yutaro không thể dùng shinai (kiếm tre) nữa). Yutaro, tuy nhiên, bị trúng chiêu Tobi Izuna của Raijuta (một cơn gió sát nhân từ một cú chém), vào tay phải và vết thương nghiêm trọng này khiến cậu không bao giờ có thể cầm kiếm nữa. Yutaro cùng với cha sang Đức vì cha cậu hy vọng có thể tìm ra phương pháp chữa trị cho cánh tay của cậu, như vậy một ngày nào đó Yutaro có thể lại sử dụng được tay mình. Trước khi cậu ra đi, Yahiko vung thanh kiếm tre vào cậu và cậu bé đỡ đòn bằng cây ba toong và nói "Kể cả không dùng cánh tay phải, tôi vẫn có thể cầm kiếm bằng tay trái" và hứa rằng cậu sẽ trở về Tokyo để thách đấu Yahiko.
Cậu có một cô bạn gái, Sanjo Tsubame, làm chạy bàn ở Akabeko (nhà hàng mà Yahiko cũng làm việc).

## Nét chính

### Cá tính
Là một cậu bé có cái đầu nóng, Yahiko kiêu căng, ngạo mạn vô lễ, cư xử tồi và là một người hay chửi thề; cậu tự đặt cho mình cái tên "Tokyo Samurai", vì cha cậu là một samurai đã chết trong trận Ueno trong chiến tranh Boshin, bị giết tại đền Keneiji. Vì sự kính trọng với cha mẹ, Yahiko đã trở thành một tên trộm để trả nợ cho họ. Sau khi gặp Kenshin, Yahiko từ bỏ việc ăn cắp và bắt đầu sống với Kaoru và Kenshin, những người cậu ngưỡng mộ. Yahiko mơ một ngày mình sẽ trở nên mạnh như Kenshin để cậu có thể bảo vệ bản thân và những người cậu yêu quý. Cậu giận mình còn nhỏ tuổi và chưa được tập luyện nhiều, sau đó Kenshin đã cho cậu cùng chiến đấu, nhận thấy rằng cậu quá trưởng thành so với tuổi.
Năm tháng trôi qua, Yahiko học cơ bản ở võ đường Kamiya Kasshin-Ryū, nơi có cùng chí hướng cứu sống con người với Kenshin. Cuối bộ truyện, Yahiko cũng ngưỡng mộ Sagara Sanosuke và bắt chước anh thêu chữ "Ác" sau lưng áo. Mặc dù quá tự cao, Yahiko cũng đã đánh bại một vài địch thủ. Khi cậu đã trở thành một kiếm khách hàng đầu, cậu trưởng thành hơn trong suy nghĩ, một chàng trai điềm tĩnh, chu đáo. Cậu có một đối thủ, Tsukayama Yutarō, một cậu bé nhà giàu bị lừa gạt khi tin tưởng vào sư phụ của mình, Isurugi Raijūta, chăm sóc cho cậu. Cậu có một mối quan hệ lãng mạn với Sanjō Tsubame, một cô bé hầu bàn ở tiệm Akabeko (nhà hàng mà Yahiko cũng làm việc).

## Võ thuật

### Kamiya Kasshin-Ryū
Kamiya Kasshin-Ryū dịch sát nghĩa từ tiếng Nhật là "Tái sinh trái tim".
Thay vì thanh bokken được trưởng môn của Kamiya Kasshin-Ryu sử dụng hoặc cho những người đã nắm được kỹ năng của môn phái, Yahiko dùng một cây kiếm tre (shinai).
Có 2 chiêu của Kamiya Kasshin-Ryu xuất hiện trong manga- đó đều là các tuyệt chiêu, hay "ougi" –những chiêu một người cần phải tinh thông để trở thành trưởng môn. Kaoru dạy tuyệt chiêu của Kamiya Kasshin-Ryu cho Yahiko từ đoạn đầu đến giữa phần Jinchū. 2 chiêu này là:
Hadome: Đây là kỹ thuật phòng thủ bí truyền của phái Kamiya Kasshin-Ryu Style. Nếu người sử dụng kỹ thuật này bị tấn công, họ sử dụng Hadome bằng cách bắt chéo tay ở trên đầu (cũng có thể ở những vị trí khác nữa, nhưng đây là dạng thường thấy nhất và là thế duy nhất xuất hiện trong bộ manga) sau đó bắt lấy thanh kiếm bằng tay họ. Điều này giúp người sử dụng vẫn nắm chặt thanh kiếm trong khi vẫn bắt được kiếm của đối phương. Kaoru hiếm khi sử dụng kỹ thuật này, vì nó yêu cầu sự chính xác tuyệt đối nếu không sử dụng sẽ trúng một đòn trí tử. Tuy nhiên, nếu được sử dụng đúng cách, nó có thể khoá chặt đối thủ để chuyển sang tuyệt kỹ tấn công của phái Kamiya Kasshin-Ryu và đảm bảo một chiến thắng chóng vánh.
Hawatari: Thế tấn công bí truyền của phái Kamiya Kasshin-Ryu. Nó là một thế phản công và chỉ có thể xuất chiêu sau khi đã sử dụng thành công chiêu Hadome. Từ thế Hadome, người phòng thủ sẽ xoay cổ tay của mình, theo cách đó sẽ tước vũ khí của người tấn công và có thể vật họ xuống sàn. Vì người phòng thủ vẫn nắm chắc được vũ khí nên họ có thể nhanh chóng tung ta được đòn tấn công của mình và dứt điểm đối thủ không có vũ khí với một nhát chém cuối cùng. Chỉ có Yahiko và Kaoru là thấy sử dụng thế tấn công này.
Kaoru ban đầu từ chối truyền tuyệt chiêu cho Yahiko, nói rằng Yahiko đã quá mạnh so với tuổi lên 10 của mình và thậm chí còn mạnh hơn Sanosuke và cả Kenshin ở tầm tuổi ấy. Tuy vậy Yahiko đã chán ngấy việc bị coi là yếu và muốn giúp Kenshin chống lại Jinchuu của Yukishiro Enishi. Kaoru mủi lòng và nói với Yahiko rằng cậu phải tập bắt chéo tay theo chiêu hadome 10000 lần rồi cô mới dậy cho cậu chiêu này. Khi Kaoru giải thích chiêu này cho cậu học trò bướng bỉnh, Yahiko lưu ý rằng cậu còn bắt chéo tay nhanh hơn cả sư phụ của mình.
Yahiko sử dụng nhiều lần kỹ thuật trên trong phần này. Lần đầu cậu dùng thành công là với Otowa Hyoko, một tron 6 chiến hữu của Yukishiro Enishi, và tung một cú đánh dùng đốc kiếm vào cằm Otowa. Sau đó, khi Kujiranami Hyogo vượt ngục, Yahiko cố xuất chiêu, nhưng bị thương nặng khi Kujiranami tung tay cầm súng ra phía trước, hạ gục Yahiko. Sau đó cậu sử dụng thành công tuyệt chiêu này với Genbu, một trong 4 vệ sỹ bảo vệ tên phó của Yukishiro Enishi là Woo Heishin, người kế thừa tổ chức buôn bán vũ khí mờ ám đặt trụ sở ở Thượng Hải của Enishi. Sử dụng một kiểu biến đổi của Hawatari, anh đập vỡ được vũ khí của Genbu- một cây gậy tinh vi có thể tách thành nhiều phần. Vào cuối bộ truyện, Yahiko giỏi đến mức có thể dùng 2 ngón tay bắt được lưỡi kiếm, và nổi tiếng với biệt danh "người đã bắt được1000 lưỡi kiếm".

### Ứng biến Hiten Mitsurugi-Ryū
Ryūtsuisen (Long Chùy Thiểm)
Để phản công lại cách ném pháo từ trên cao của Kariwa Henya trong Juppongatana, Yahiko tóm lấy một cánh cửa đã bị bật ra khỏi tòa nhà vì thuốc nổ, và cưỡi lên nó trong cú nổ tiếp theo để có thế cao hơn kẻ địch, cho phép cậu có thể đánh kẻ thù từ trên xuống. Cậu cũng kêu to tên chiêu của Kenshin như anh đã làm.
Ryūshōsen (Long Tường Thiểm)
Yahiko sử dụng nó trong trận chiến với Kujiranami Hyōgo.

### Chiêu thức
Yahiko được luyện tập theo kiếm phái Kamiya Kasshin-Ryū. Trong suốt sáu tháng luyện tập, Kamiya Kaoru nhận thấy cậu là cậu bé mạnh nhất Nhật Bản, dù Yahiko thường nói cậu không đủ mạnh từ khi cậu muốn mạnh như Himura Kenshin. Sau một vài lần chứng kiến Kenshin chiến đấu, Yahiko trở nên thành thạo trong việc bắt chước một vài chiêu thức trong kiếm pháp Hiten Mitsurugi-Ryū (飛天御剣流 Phi thiên ngự kiếm lưu) của Kenshin, kết hợp chúng để thi triển nhiều chiêu thức mạnh mẽ khác.
Trong khi Enishi cố gắng để giết Kenshin, từ khi Yahiko muốn trở nên đủ mạnh để bảo vệ bạn bè, cậu đã được dạy hai chiêu thức liên tiếp trong kiếm pháp Kamiya Kasshin-Ryū. Ở chiêu thức đầu tiên, Hadome Hadome (刃止め), Yahiko bắt chéo tay trên đầu và bắt lưỡi kiếm của đối phương bằng lưng bàn tay. Nó cho phép cậu vẫn cầm thanh kiếm trong khi cậu bắt lưỡi kiếm của đối phương. Dù vậy, nếu sử dụng chính xác, nó có thể được tiếp nối bằng chiêu thức Hawatari Hawatari (刃渡り), chiêu thức tấn công liên tiếp của Kamiya Kasshin-Ryū. Đó là một chiêu thức phản công và chỉ được thực hiện sau khi sử dụng thành công chiêu thức Hadome. Từ tư thế Hadome, Yahiko xoay cổ tay, như vậy sẽ tước vũ khí khỏi tay đối phương. Cậu đã học thành công hai chiêu thức này và trở nên thành thạo khi sử dụng Hadome, khi cậu có thể thi triển nhiều biến thể của chiêu thức này. Khi cậu đến tuổi trưởng thành, thậm chí cậu còn nổi tiếng bởi danh hiệu "người bắt 1000 lưỡi kiếm".

## Khái quát cốt truyện
Lần đầu tiên Yahiko xuất hiện khi cậu cố gắng ăn cắp tiền của Kenshin, người đã ngăn cậu lại nhưng để cậu đi. Khi tên trùm yakuza định đánh cậu đến chết vì cậu đề nghị từ bỏ, Kenshin đến để cứu cậu và đưa cậu đến võ đường của Kaoru để học kiếm thuật. Cậu là nhân chứng trong nhiều trận đánh sau này của Kenshin và thậm chí một lần chiến đấu một mình. Khi Kenshin đến Kyoto để đấu với Shishio Makoto, kẻ muốn chinh phục Nhật Bản, Yahiko đi cùng Kaoru để tìm và hỗ trợ cho Kenshin. Khi Kenshin đi tham gia trận quyết đấu với Shishio, cậu ở lại Kyoto để bảo vệ căn cứ, một nhà nghỉ có tên Aoi-ya, khỏi đội quân của Shishio cùng với Kaoru và Oniwabanshū. Họ đã thành công, và Yahiko đã hạ được Henya, một trong những kiếm khách mạnh nhất của Shishio.
Trở lại Tokyo sau khi tiêu diệt Shishio, Yahiko để ý thấy ý định trả thù của Enishi Yukishiro với Kenshin. Cảm nhận thôi chưa đủ, cậu tập luyện chăm chỉ hơn để học thêm những chiêu thức của Kamiya Kasshin-ryū. Cậu sử dụng những chiêu thức đó với Otowa Hyōko, đồng bọn của Enishi, và hạ gục hắn. Trong khi Yahiko đang dưỡng thương, Kaoru bị Enishi đánh thuốc mê, và Yahiko và những người bạn bắt đầu tìm kiếm cô. Khi một đồng bọn khác của Enishi, Kujiranami Hyōjo vượt ngục và nổi cơn thịnh nộ, Yahiko đã đứng lên chống lại hắn. Tuy vậy, cậu không đủ mạnh để hạ hắn, và Kenshin đã cứu cậu ở thời khắc cuối cùng. Sau khi cậu và Kenshin đã bình phục chấn thương, họ lên đường giải cứu Kaoru từ tay Enishi. Tại pháo đài trên đảo, Yahiko đã tiêu diệt một trong bốn tên vệ sỹ của Enishi, Heishin, và chứng kiến Kenshin đấu với Enishi, và Kenshin đã thắng. Năm năm sau, cậu trở thành sư phụ ở võ đường Kamiya Kasshin-ryū. Một hôm Kenshin gọi cậu đến để kiểm tra năng lực. Cậu đã trả được một đòn vào Kenshin, và nhận được thanh kiếm lưỡi ngược như một bằng chứng cho thấy cậu đã trở thành một samurai đích thực.

## Trong các ấn phẩm khác
Trong Rurouni, Meiji Swordsman Romantic Story, cậu có tên Kamiya Yahiko Kamiya Yahiko (神谷 弥彦) và là em trai của Takani Megumi và Kaoru. Yahiko cũng xuất hiện trong tất cả các video game về Rurouni Kenshin, bao gồm Jump Super Stars  và Jump Ultimate Stars. Sau khi bộ truyện tranh kết thúc, Watsuki sáng tác thêm một chương ngắn, khi Yahiko chăm sóc những người trong võ đường, nhưng cuối cùng phải đối đầu với một đồng bọn cũ của Shishio, kẻ đã bắt cóc các võ sinh của võ đường. Trong Samurai X The Motion Picture, Yahiko gia nhập nhóm samurai của Takimi Shigure để cố gắng lập đổ chính phủ Minh Trị, nhưng sau đó Shigure đã đuổi Yahiko để tránh cho cậu khỏi nguy hiểm. Trong Samurai X: Reflection, lấy bối cảnh nhiều năm sau khi câu chuyện kết thúc, một Yahiko trưởng thành sống cùng với Tsubame và bắt đầu chăm sóc cho Kaoru khi cô bị bệnh, trong khi Kenshin đi giúp đỡ những người bị thương trong chiến tranh. Vì Kaoru bị bệnh, Yahiko đến Kyoto theo lời thỉnh cầu của Himura Kenji, con trai của Kenshin và Kaoru, để hộ tống mẹ của cô. Để cậu ta chấp nhận, họ đã đấu một trận, và Yahiko đã thắng.

## Sự đón nhận
Nhân vật Yahiko đã nhận được sự đón nhận rất tốt từ phía độc giả manga, có được chỗ đứng vững chắc trong cuộc bầu chọn phổ thông của Weekly Shōnen Jump về bộ truyện, thường xuyên đứng trong top 10 và một lần giành vị trí thứ 3. Nhiều sản phẩm thương mại dựa trên hình ảnh của Yahiko đã được bán ra, bao gồm móc gắn chìa khóa, giấy dán tường, và những hình dáng hành động cả với bề ngoài trẻ con và thiếu niên của cậu. Trong một cuộc phỏng vấn với Miina Tominaga, người lồng tiếng cho nhân vật này, cô đã nói cô có một chút lo lắng khi lồng tiếng cho Yahiko trong bộ phim hoạt hình khi Yahiko trưởng thành, nhưng cuối cùng cô hạnh phúc với những gì mình đã thể hiện. Watsuki mô tả về Minami Takayama, diễn viên lồng tiếng cho CD, có "rất nhiều năng lượng" và "rất phù hợp" với Yahiko.
Nhiều ấn bản manga, anime và các phương tiện truyền thông khác đã cung cấp lời khen và ý kiến phê bình về nhân vật Yahiko. Trong khi phê bình tập 8 của bộ truyện tranh, cây bút của Mania Entertainment là Megan Lavey đã khen ngợi cách Yahiko bắt đầu hành động mạnh mẽ hơn sau khi Kenshin rời khỏi Kyoto và lưu ý rằng, cùng với những nhân vật chính khác trong tập này, cậu đã được nhìn nhận hơn về chiều sâu. Trong khi phê bình tập 15, Lavey khen ngợi sự phát triển của Yahiko trong suốt bộ truyện khi cậu trở thành một chiến binh tốt và sự dũng cảm đáng chú ý của cậu tiềm ẩn khả năng trở thành một kiếm khách mạnh mẽ. Mặc dù vậy, Carlos Ross từ T.H.E.M Anime Reviews phê bình Yahiko vì "một chút quấy nhiễu" trong suốt phần đầu của bộ truyện nhưng lưu ý rằng cậu cũng có những khoảnh khắc thú vị. Thiết kế của cậu trong phim hoạt hình được hoan nghênh là một trong một vài thiết kế được chuyển thể tốt từ truyện tranh, thiết kế bởi Mike Crandol từ Anime News Network. Trong bài phê bình thứ hai về bộ phim hoạt hình, Crandol thích cách Yahiko một vài lần xuất hiện tương phản với tập trước, vì thế câu chuyện sẽ tập trung nhiều hơn vào mỗi quan hệ giữa Kamiya Kaoru và Kenshin. Ông cũng lưu ý cuộc đấu giữa cậu và Himura Kenji rất thú vị, nhưng không nhiều như cuộc đấu trước đó giữa Kenshin và Yukishiro Enishi.